# مومو سافتور
مومو سافتور (انگلیسی: Momo Software) شرکت نرم‌افزار چینی است، که در سال ۲۰۱۱ تأسیس شد.